# Hospital Psiquiátrico San Lázaro
El Hospital Psiquiátrico San Lázaro (Centro de Atención Ambulatoria Especializado San Lázaro) es un centro de tercer nivel especializado en salud mental perteneciente al Ministerio de Salud Pública del Ecuador, se fundó el 15 de marzo de 1785 y está situado en la ciudad de Quito, provincia de Pichincha. Esta casa de salud es una de las primeras instituciones que responde al modelo biopsicosocial y centrado en la persona así como los lineamientos planteados en el Plan Estratégico Nacional de Salud Mental, brindado servicios ambulatorios que fomentan la participación activa de los familiares y la comunidad, garantizando una atención integral de calidad y calidez con el cual se marca un compromiso de cambio y modernización en los cuidados de salud mental.

## Historia
La trayectoria del San Lázaro está íntimamente relacionada, desde sus orígenes en el siglo XVIII, con el desarrollo histórico y social de Quito. En aquella época, Quito era una ciudad de 311 649 habitantes, de los cuales el 64,4% eran indígenas. Era una ciudad grande en comparación con Guayaquil, que para ese mismo año (1781) contaba con 31 069 habitantes. El número de pobladores se relacionaba directamente con la estructura económica y social feudal, dedicada al fortalecimiento de la Corona Española. Gracias a la división social del trabajo, la principal actividad productiva era la obrajera, y en menor escala, la esclavitud, las mitas y las encomiendas.

Para el siglo XIX, la convulsión social originada por los movimientos independentistas marcaba características nuevas, lo que, junto con la inestabilidad socioeconómica y la marcada contradicción de clases sociales, plagaba de indigentes, huérfanos, leprosos y trastornados mentales las calles de la Real Audiencia. Esto motivó a Juan José de Villalengua, presidente regente de la Real Audiencia de Quito, y Blas Sobrino y Minayo, Obispo de la Diócesis, a tomar una solución duradera ante tal situación.

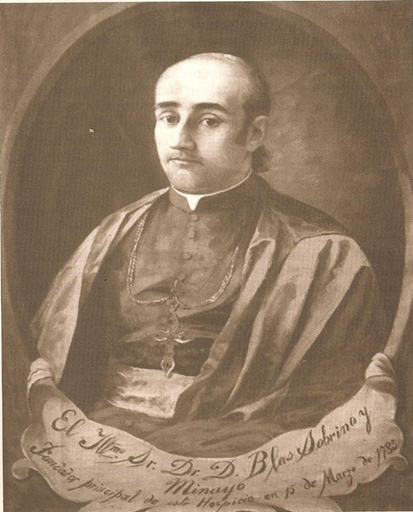
Blas Sobrino y Minayo. Fundador del Hospital Psiquiátrico San Lázaro

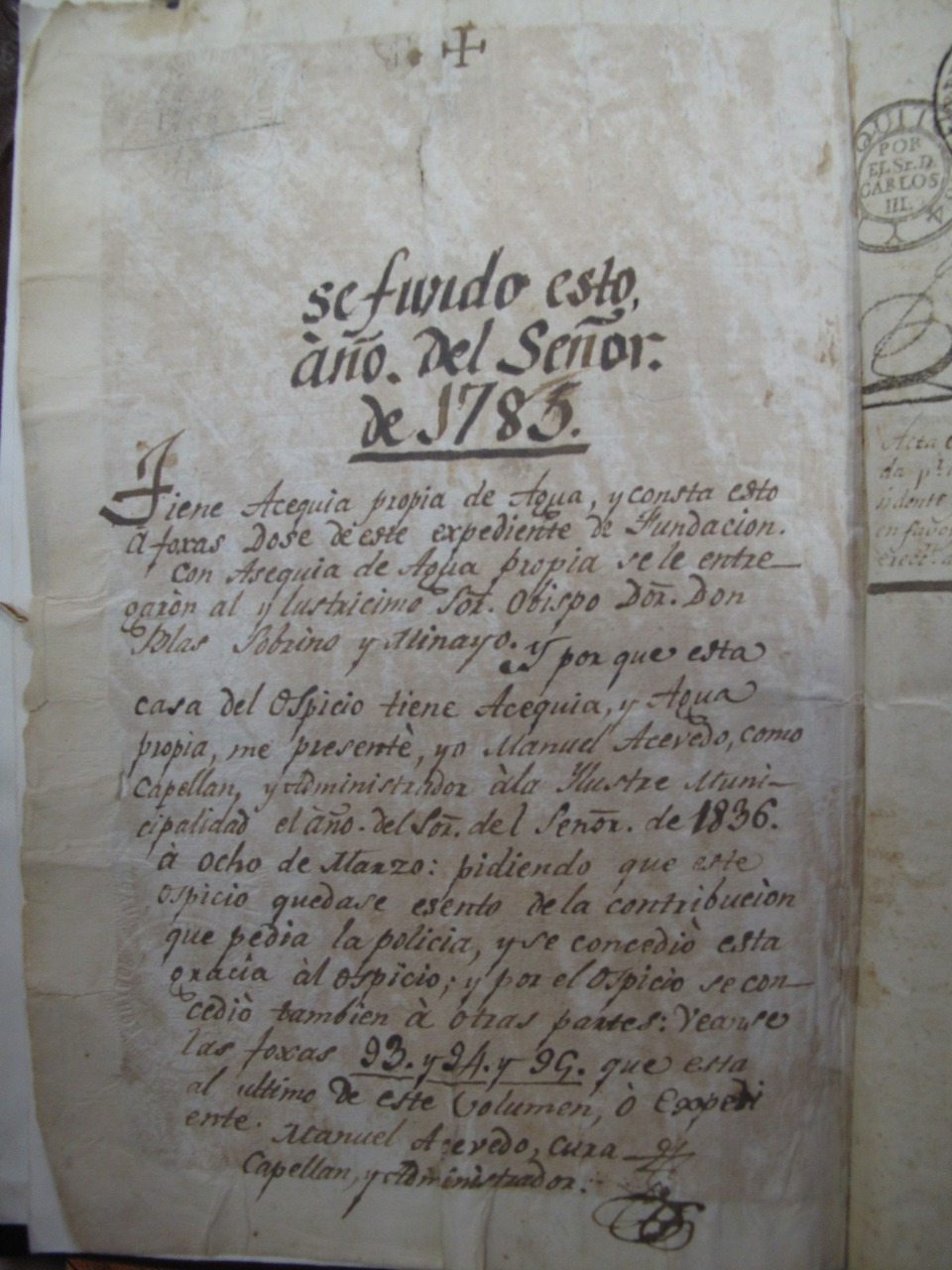
Acta de fundación (Primera página)

En este contexto se origina el Hospicio y Manicomio Jesús, María y José, mediante un acta que se firma el 15 de marzo de 1785. La idea de crear hospicios en aquella época no era nueva y nació en Europa como una medida para albergar a la gente desposeída; fue el mismo Carlos III de España quien se preocupó de formar dichos asilos en las colonias americanas. La construcción del Hospicio se inició en 1751, bajo la dirección de Juan Nieto Polo de Águila, quien, luego de finalizar la obra junto con el presidente de la Real Audiencia de Quito otorgaron la edificación a la Compañía de Jesús, con el fin de que fuese usada de residencia debido a que el terremoto de abril de 1755 en Latacunga destruyó totalmente el antiguo noviciado.
Posteriormente, con la expulsión de los jesuitas en 1767, la casa de ejercicios y noviciados se destinó para el Cuartel Real y lo que era el colegio Máximo a la fundación del Hospicio. Este último, por la intervención del Obispo Blas Sobrino y Minayo, tuvo una redistribución y se funda entonces el Hospicio Jesús, María y José en 1785, incorporándose un año más tarde, el 14 de marzo de 1786, el Hospital San Lázaro como un anexo de dicho hospicio. Llamado San Lázaro porque atendía fundamentalmente a leprosos, también se hacía cargo de mendigos, huérfanos, ebrios, dementes, detenidos por la Policía, y además funcionaba como correccional de niñas.
De acuerdo con los registros del San Lázaro, el primer administrador fue don Joaquín Tinajero, quien trabajó en dicha institución sin remuneración alguna. También había un inspector, un mayordomo, un capellán, una enfermera, un cocinero y un barbero.
En el año de 1812, el Hospicio y el Hospital San Lázaro contaron con el primer profesional médico de planta, el Dr. Juan Pablo Arévalo, graduado en 1801 en la Universidad de Santo Tomás, quien moriría más tarde contagiado de lepra. Posterior a este hecho, se suprimió su cargo.
Los primeros fondos para el funcionamiento del San Lázaro provenían de la caridad de los quiteños. Se recolectaron dineros en la pastoral, exhortando a feligreses y apelando a la compasión de las clases acomodadas en favor de los desposeídos. La suma de la primera colecta ascendió a más de 7,000 pesos, cantidad que duró hasta mediados del siglo XIX, momento en el cual la casa asistencial difícilmente lograba sostenerse con subvenciones de los cabildos, herencias y donaciones de filantropía pública. Esta situación motivó al cabildo quiteño a solicitar que tanto el Hospicio como el Hospital sean declarados instituciones nacionales, encargándose así de su administración la Gobernación.
En 1864, con motivo de la celebración de la fundación del San Lázaro, se realiza la primera estadística de los pacientes internados, contando con 147 asilados pobres, 104 leprosos y 11 “enfermos mentales”. Si bien los usuarios con trastornos mentales representaban un número menor, estos vivían en una situación inhumana, estigmatizante, desconcertante y de abandono debido al carácter ominoso y sobrenatural que pesaba sobre la etiología de sus padecimientos. Esto, claro está, no era una prerrogativa exclusiva del hospital psiquiátrico de Quito, sino más bien el reflejo de lo que vivían los pacientes con trastornos mentales alrededor del mundo en aquel tiempo.
Para fines del siglo XVIII, gracias al influjo de la corriente francesa representada por Philippe Pinel (quien proponía suprimir el uso de cadenas en los alienados), en el San Lázaro se empezaba a proponer una perspectiva diferente en el tratamiento de los llamados enfermos mentales. Sin embargo, esta iniciativa fundamental en el manicomio de Quito no pasó de una buena intención.
Entre 1884 y 1891, durante las presidencias de José María Plácido Caamaño y Antonio Flores Jijón respecttivamente, se amplió el edificio, expropiándose algunas propiedades vecinas. En el año 1904, gracias a la ayuda del señor Juan Barba, quien regentaba el hospicio, se hicieron reformas y reconstrucciones, eliminándose las “pocilgas” donde se encerraban a los enfermos mentales.
En 1911 se creó el Lazareto de Pifo, trasladándose a esa localidad los enfermos de Hansen. En 1914 se retiraron los niños huérfanos y al siguiente año, las niñas, que fueron a establecimientos creados exprofesamente para este fin. De esta manera quedaron solamente los ancianos y los dementes.
La situación a mediados del siglo XX era desastrosa por el hacinamiento, la falta de recursos económicos y el deterioro del edificio. 
En 1967 pasó a depender del Ministerio de Salud Pública, pero la situación seguía alarmante, pues atendía a más de 1000 pacientes. 
En 1970, el hospital, que atendía de 1000 a 1200 pacientes, sufrió grandes daños a causa de un ciclón y se destruyó gran parte del edificio, particularmente el área de los ancianos y los niños, debiendo evacuar parte de los enfermos a otras instituciones. Esto obligó a tomar medidas emergentes; un grupo de asilados, empleados y tres hermanas de la caridad fueron enviados a Parcayacu, al antiguo seminario San Luis que estaba vacío. Seis meses después, para adecuar al San Lázaro a cargo de las Hermanas Hospitalarias, los ancianos fueron asilados en Cotocollao, en la antigua LEA que se denominó Hospital Geriátrico. Al hospital Julio Endara se transfirieron 40 enfermos que encontraron también el cuidado de las hijas de la caridad de esa casa, quedando únicamente 300 asilados. De esta manera, el San Lázaro se fue adecuando únicamente para enfermos mentales. 
Sor Elena Chica, con fecha 25 de agosto de 1972, solicitó al Dr. Julio Endara que se cambie la denominación de esta casa a “Hospital Psiquiátrico San Lázaro”. Los trámites se realizaron de inmediato y para mediados de la década de 1990, solamente quedaron 200 pacientes, la mayor parte de ellos sin poder egresar, pues se encontraban abandonados por sus familiares. De esta manera, se redujo el número de asilados, ofreciendo atención especializada a pacientes ambulatorios en consulta externa, internamiento y rehabilitación de enfermos mentales en general. 
En febrero de 1991, todos los inmuebles que conforman el conjunto del hospicio fueron adquiridos por la Municipalidad de Quito con el propósito de restaurarlos y convertirlos en un hotel de alta categoría, proyecto que ha presentado diversas dificultades, entre ellas, la de encontrarse en un entorno deprimido que primero debe rehabilitarse social y físicamente. Pese a las limitaciones, este centro de salud se destaca por ser un centro docente, en coordinación con las universidades formadoras de recursos humanos en salud y en especialización. Desde su fundación, varios fueron los intentos de cambiar su estructura y sistema de atención psiquiátrica coercitiva y custodial sin resultados satisfactorios.

## El nuevo San Lázaro
Tras 228 años de historia, el Hospital Psiquiátrico San Lázaro se trasforma en el Centro de Atención Ambulatoria Especializado (CAAE) en el año 2013 tras la reconstrucción de un edificio patrimonial situado cerca al antiguo San Lázaro. Con una atención al paciente con mayor respecto a su humanidad, incluyendo una asistencia comunitaria, descentralizada, participativa, preventiva e integral.
El nuevo San Lázaro está conformado en tres bloques que abarcan una superficie total de 1.800 metros cuadrados, sigue ubicado en el Centro Histórico de Quito. La obra fue entregada por el alcalde de Quito, Augusto Barrera, y la ministra de Salud Carina Vance, obra en la que el Municipio de Quito, a través del Instituto Metropolitano de Patrimonio (IMP), invirtió 1’200.000 dólares.
El centro ambulatorio, ubicado en la calle Ambato Oe6-49 y Barahona, cambia no solo su infraestructura sino su lógica de atención a los pacientes de la salud mental, pasando del internamiento a la consulta externa de manera que el paciente es integrado a la familia y a la comunidad
De esta forma, el encierro de pacientes en el antiguo Hospital San Lázaro llegó a su fin con la visión de recuperar la dignidad y dejar de esconder a la población que sufre problemas de salud mental. El Centro Ambulatorio fue rehabilitado de conformidad al programa arquitectónico acordado con la Dirección Provincial de Salud y que fue plasmado en la rehabilitación de algunas estructuras arquitectónicas patrimoniales y en tres bloques de obra nueva.
La accesibilidad peatonal principal se ubica en la calle Ambato. Por esta calle también se ha dispuesto el ingreso vehicular a las tres plazas de parqueo. El hall de acceso es amplio, a doble altura y facilita el uso del centro ambulatorio a través de un graderío y un ascensor.
La primera planta alberga los servicios de emergencia, información general, tres plazas de parqueo, bodega de suministros y servicios complementarios.
En la planta alta de los bloques A y B se encuentran los espacios destinados a los consultorios de psiquiatría, psicología y una sala de uso múltiple con salida al patio que une los mencionados bloques. El bloque C en su planta baja acoge el área de archivo, otorgamiento de turnos, sala de espera y baterías sanitarias para el público y personal del Centro Ambulatorio.
La intervención logró conservar elementos constructivos patrimoniales en un área de la planta baja que se integra a la funcionalidad del edificio nuevo.
Las clínicas de terapias se encuentran situadas en la planta alta, así como el comedor del personal del Centro Ambulatorio. El centro ambulatorio cuenta con siete psiquiatras y cuatro psicólogos. Además brinda servicios de terapia ocupacional, trabajo social, medicina interna, grupos de autoayuda para los familiares de pacientes; todo esto con la nueva visión de la atención psiquiátrica que es la promoción y prevención. Ese nuevo modelo de atención fue difundido desde marzo de 2012 con el eslogan: “El Hospital San Lázaro abierto a la comunidad”, con el propósito de hacer más amigable al centro médico. Eso ha incrementado la llegada de pacientes en un 34%  a la nueva casa de salud.

## Ubicación
Este Centro especializado en Salud Mental está ubicado en el centro histórico de Quito en un amplio edificio colonial, rodeado de importantes vías de acceso.
Información de contacto:
- Dirección: Ambato Oe6-49 y Rafael Barahona
- Teléfono: +593 (2) 2288921

## Horarios de atención
Consulta Externa Lunes a viernes 07:30 - 16:00
Emergencias Lunes a viernes 07:00 - 17:00
Administrativo Lunes a viernes 08:00 - 16:30

## Organización
El San Lázaro empezó en la época en la cual el Ecuador fue colonia española como hospicio, luego pasó a ser hospicio y leprosario, posteriormete se convirtió en hospicio y manicomio, más adelante según la nomenclatura de la época pasó a llamarse hospital psiquiátrico y actualmente se ha convertido en un centro especializado en salud mental.
Esta casa de salud es de tercer nivel atención, tiene cobertura nacional y una presencia institucional de más de 230 años. Es el tercer hospital psiquiátrico más antiguo de América Latina que aún existe y funciona. También es un referente histórico de la psiquiatría, psicología y salud mental en el país por sus pasillos han pasado y continúan asitiendo estudiantes de pregrado y postgrado de psiquiatría y psicología.

## Área de influencia
Posee como área de influencia el centro y sur de Quito, además de una histórica cobertura nacional, ya que el San Lázaro permanece en la memoria colectiva de todos los ecuatorianos como uno de los centros de referencia en salud mental.

## Autoridades

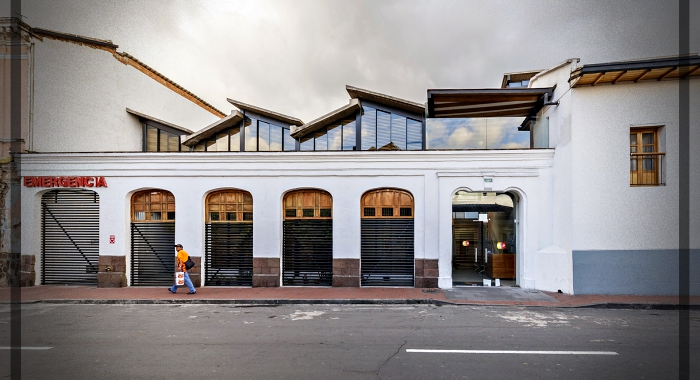
Entrada principal del actual Centro de Atención Ambulatoria Especializado San Lázaro

Actualmente esta institución cuenta con autoridades como:
- Directora: Dra. Katherine Chérrez Palacios